# Conferenza Nazionale dei Presidenti di Consulte di Accademie di Belle Arti e Istituti Superiori di Industrie Artistiche
La Conferenza dei Presidenti delle Consulte di Accademie e Istituti di Industrie Artistiche (CPCSAI) è una Conferenza del Ministero dell'Università e della Ricerca della Repubblica Italiana. Tale Conferenza è stata istituita ai sensi del D.M. n. 261 del 3 aprile 2013 al seguito dello scioglimento del CNAM. Al seguito del ripristino del Consiglio Nazionale dell'Alta Formazione artistica e musicale (CNAM) tale organismo è stato mantenuto.
Le Conferenze delle Istituzioni dell’Alta formazione artistica, musicale e coreutica, sono definite, dai rispettivi decreti istitutivi, quali organismi stabili di interlocuzione tra l’Amministrazione e le Istituzioni AFAM, per l’approfondimento delle problematiche gestionali del settore di pertinenza. Le Conferenze svolgono la propria attività sulla base di autonomi regolamenti di funzionamento e senza oneri a carico del bilancio ministeriale.
La Conferenza Nazionale si riunisce periodicamente per lavorare su interessi di rilievo nazionale, dialogando tra Consulte e Ministero dell’Università e della Ricerca, con l’intento di ottenere sempre più riconoscimenti degli Istituti di Alta Cultura del sistema dell’Alta Formazione Artistica, Musicale e coreutica (AFAM) in Italia, in Europa e nel Mondo, rappresentando 27 mila studenti.

## Composizione e organi
Compongono di diritto la CPCSAI tutti i Presidenti delle Consulte delle Accademie di Belle Arti e degli Istituti Superiori di Industrie Artistiche (ISIA) sia statali che legalmente riconosciute.
All’interno della CPCSAI sono presenti i seguenti organi:
- l’Assemblea, composta da tutti i Presidenti di Consulta degli Studenti delle Istituzioni afferenti;
- La Giunta Nazionale, composta da 4 Consiglieri e il Presidente, eletti dall'Assemblea[5];

L'Attuale Presidente della Conferenza è Emanuele Fiadone. 
Sono consiglieri la dott.ssa Helena Morales, la dott.ssa Melania Barbera, il dott. Francesco Pio Palma e il dott. Nicola Di Varsavia.

## Finalità
La Conferenza nel pieno rispetto delle competenze ministeriali, dell'autonomia delle singole Istituzioni, ha come obiettivi:
1. favorire il coordinamento e il raccordo fra le Consulte degli Studenti di Accademie e Istituti di Industrie Artistiche, affinché le istanze degli studenti possano essere raccolte, elaborate in linee comuni di indirizzo e rappresentate unitariamente nel confronto con soggetti istituzionali;
2. promuovere il dialogo con i soggetti istituzionali, di rappresentanza e portatori di interesse dell’AFAM, dell'educazione artistica e del mondo dei giovani in genere;
3. sensibilizzare il corpo studentesco verso le tematiche e le iniziative di interesse comune;
4. promuovere relazioni con le organizzazioni nazionali e internazionali;
5. sostenere l’effettiva applicazione dei diritti degli studenti.

## Presidenza e Giunta Nazionale
| Carica                      | Nome                | Istituzione di appartenenza | Qualifica istituzione appartenenza / incarico particolare |
| --------------------------- | ------------------- | --------------------------- | --------------------------------------------------------- |
| Presidente della Conferenza | Emanuele Fiadone    | ABA Napoli                  | Presidente di Consulta di A.BB.AA.                        |
| Consigliera                 | Helena Morales      | ABA Palermo                 | Presidente di Consulta di A.BB.AA.                        |
| Consigliere                 | Melania Barbera     | ABA Reggio Calabria         | Presidente di Consulta di A.BB.AA.                        |
| Consigliere                 | Francesco Pio Palma | ABA Torino "Albertina"      | Presidente di Consulta di A.BB.AA.                        |
| Consigliere                 | Nicola Di Varsavia  | ABA Foggia                  | Presidente di Consulta di A.BB.AA.                        |

## Storico delle Giunte Nazionali
| Carica                          | Nome                | Istituzione di appartenenza | Qualifica istituzione appartenenza / incarico particolare |
| ------------------------------- | ------------------- | --------------------------- | --------------------------------------------------------- |
| Presidente della Conferenza     | Benedetta Innocenti | ISIA di Faenza              | Presidente di Consulta di ISIA.                           |
| Vicepresidente della Conferenza | Emanuele Fiadone    | ABA Napoli                  | Presidente di Consulta di A.BB.AA.                        |
| Consigliere                     | Chiara Funiati      | ABA Lecce                   | Presidente di Consulta di A.BB.AA.                        |
| Consigliere                     | Francesco Pio Palma | ABA Torino "Albertina"      | Presidente di Consulta di A.BB.AA.                        |
| Consigliere                     | Nicola Di Varsavia  | ABA Foggia                  | Presidente di Consulta di A.BB.AA.                        |